# Ful-Dolch
Der Ful-Dolch ist eine Waffe aus Afrika.

## Beschreibung
Der Ful-Dolch hat eine gerade, zweischneidige Klinge. Die Klinge läuft vom Heft zum Ort etwa gleich breit und verjüngt sich zur Spitze. Die Klinge hat einen Mittelgrat. Das Heft besteht aus Metall. Parier sowie Knauf sind halbmondförmig, wobei das Parier kleiner als der Knauf ist. Beim Parier zeigt die Rundung zur Klinge und beim Knauf zeigt sie zum Heftende hin. Die Grifffläche ist mit einer dünnen Metallkette umwickelt. Das Heft ist zusätzlich mit traditionellen Gravuren verziert. Die Scheiden bestehen aus Leder, das mit einer verzierenden Umhüllung aus Messing umgeben ist. Diese Dolche werden von der Ethnie der Ful in Afrika benutzt.